# Бангор Сити
«Бангор Сити» (англ. Bangor City F.C.) — валлийский футбольный клуб, представляющий город Бангор. Основан в 1876 году. Принимает гостей на стадионе «Фаррар Роуд», который вмещает 1500 зрителей.
Одним из самых известных игроков клуба является Марк Ллойд-Уильямс. В сезоне 2001/2002 он забил 47 мячей в чемпионате и установил рекорд результативности. С этим результатом Ллойд-Уильямс мог выиграть «золотую бутсу», но из-за низкого коэффициента (1,0) уступил её Марио Жарделу, забившему 42 мяча, но в чемпионате Португалии, имеющим более высокий коэффициент (1,5).
Футболист клуба Лесли Дэвис значится в списке 32 лучших игроков Европы по версии УЕФА 2012 года.

## Достижения
- Чемпион Уэльса (3): 1993/94, 1994/95, 2010/11
- Обладатель Кубка Уэльса (8): 1888/89, 1895/96, 1961/62, 1997/98, 1999/00, 2007/08, 2008/09, 2009/10, 2011/12

## Антирекорды
19 июля 2011 года клуб потерпел самое крупное поражение в истории Лиги чемпионов УЕФА, проиграв в гостях финскому клубу ХИК со счётом 0:10.